# Graus decimals
Els graus decimals (GD) expressen les coordenades geogràfiques de latitud i longitud com a fraccions decimals de grau. Els GD s'utilitzen en molts sistemes d'informació geogràfica (SIG), aplicacions de mapes web com OpenStreetMap i dispositius GPS. Els graus decimals són una alternativa a l'ús de graus sexagesimals (graus, minuts i segons - GMS). Igual que amb la latitud i la longitud, els valors estan limitats per ±90° i ±180° respectivament.
Les latituds positives es troben al nord de l'equador, les latituds negatives al sud de l'equador. Les longituds positives es troben a l'est del meridià zero; les longituds negatives estan a l'oest del meridià zero. La latitud i la longitud solen expressar-se en aquesta seqüència, la latitud abans que la longitud.